# 台湾薯蓣
台湾薯蓣（学名：Dioscorea formosana）为薯蓣科薯蓣属下的一个种。其种加词“formosana”意为“台湾的”。